# Брунейський долар
Брунейський долар, ринггіт (малай. Dolar (ringgit) Brunei / ريڠڬيت بروني, фр. Dollar de Brunei) — валюта султанату Бруней з 1967 року.
Зазвичай, назва валюти скорочено записується зі знаком $, що позначає долар, та ділиться на 100 сенів (малайською мовою) або центів (англійською мовою). Код валюти — BND.
Як протекторат Великої Британії, на початку XX ст. Бруней використовував долар проток, згодом — малайський долар, малайю та британський долар Борнео — до 1967 року, коли Бруней почав випускати власну валюту.
Паперові гроші Брунею випускалися декількома серіями у 1967, 1972, 1989, 1996–2000, 2004–2007 та 2011 роках.

## Банкноти
В обігу країни знаходиться велика кількість банкнот із серії 1996–2000 років, менші номінали яких мають полімерну основу. Вся серія банкнот з полімеру була випущена у 2004–2007 роках, а у 2011 році — з посиленим захистом від підробки — полімерні банкноти номіналом 1, 5, 10 ринггітів. На їх лицьовій стороні розміщений портрет султана Хаджі Хассанала Болкіаха, а в центрі — зображення мечеті.
Крім національних грошових одиниць, у Брунеї поширені сінгапурські долари, які без обмежень приймаються у більшості магазинів, готелів, ресторанів та інших закладах. Також вони вільно обмінюються. Брунейський долар прив'язаний до сінгапурського у співвідношенні 1:1, оскільки Сінгапур є одним із головних торговельних партнерів Брунею.
Банкноти номіналом 10 000 сінгапурських доларів і 10 000 канадських доларів є найціннішими банкнотами у світі, їхня вартість на вересень 2014 року становила 8000 доларів США (з тих, що офіційно перебувають в обігу) . Вони у вісім разів дорожчі за наступну за вартістю банкноту номіналом 1000 швейцарських франків (1063 долара США). З 6 листопада 2020 року AMBD оголосив, що припинить друк банкнот номіналом 10 000 брунейських доларів, щоб зменшити ризик відмивання грошей. Бруней також припинив випуск банкнот номіналом 10 000 брунейських доларів і перебуває в процесі вилучення їх з активного обігу. 

### Пам'ятні банкноти
У 1992 р. в обігу з'явилася ювілейна купюра номіналом у 25 ринггітів — на честь 25-річчя сходження султана на престол; а у 2007 р. — 20 ринггітів на честь 40-річчя взаємозамінності валют між Брунеєм та Сінгапуром.
У 2017 році вийшли банкноти 50 ринггіт з нагоди «50-річчя Угоді про взаємну конвертованість валют між Сінгапуром та Брунеєм» та «50-річчя сходження на престол Його Величності».
У 2019 році вийшла банкнота 1 ринггіт з нагоди «73 день народження султана Болкія I».